# Goose Green
Goose Green est un village des îles Malouines, située sur la Malouine orientale. Avec une population d'environ 40 habitants, elle constitue la troisième plus forte concentration d'habitants après Stanley et Mount Pleasant.
Les attractions locales incluent le pont suspendu de Bodie Creek et l'épave du Vicar of Bray, qui a participé à la ruée vers l'or en Californie.
La ferme de Goose Green est immense. Ses 430 000 acres (1 700 km2) représentent le double de la taille des fermes de Port Howard et de North Arm. Pendant la guerre des Malouines, ce fut le théâtre de la bataille de Goose Green.

## Historique
Goose Green a été fondé en 1875 en tant que site pour une usine de suif.
Selon l'Encyclopædia Britannica 1911, au tournant du XXe siècle, de nombreux habitants étaient écossais, ce qui est en partie reflété par un nom de lieu à proximité, Brenton Loch. Treize personnes ont été enregistrées comme vivant ici et, à peu près à la même époque, Goose Green a commencé son essor économique avec la construction d'une fabrique de conserves qui a périclité après la fin de la Première Guerre mondiale.
En dépit de cet échec, la colonie s'agrandit une fois devenue le lieu de l'élevage de moutons de la Falkland Islands Company à Lafonia en 1922 - la population atteignit presque 200 personnes, avec une amélioration de la manutention et la construction d'un hangar à laine. En 1927, un vaste entrepôt de tonte des moutons de la colonie a été construit, prétendant être le plus grand au monde, avec une capacité de 5 000 moutons. Cependant, cette affirmation est difficile à vérifier. En 1979, 100 598 moutons ont été tondus à Goose Green.
Jusqu'aux années 1970, Goose Green disposait d'un pensionnat de 40 places géré par l'État. L'internat a été transféré plus tard à Stanley, bien que l'accent ait été mis récemment sur l'éducation locale. L'école elle-même est devenue un quartier général argentin puis a été incendiée. Une nouvelle école a été construite pour les enfants de la région.
La population de la ville a diminué depuis la guerre des Malouines. En 1982, il y avait une centaine d'habitants, en 2000 environ quarante.
Il y a deux bâtiments classés à Goose Green, le cottage en pierre et la mairie
La région abrite le réseau d'antennes radar des Îles Malouines, qui fait partie du Super Dual Auroral Radar Network, un réseau radar international pour l'étude de la haute atmosphère et de l'ionosphère. L'ensemble, comprenant 16 mâts de 50 pieds, a commencé à fonctionner en 2010,.

## Guerre des Malouines
Goose Green a été occupée par les forces argentines pendant la guerre des Malouines. Plus de cent habitants de l'île ont été emprisonnés dans la salle communautaire, tandis que plus de 1 200 soldats argentins ont occupé le village et la ville voisine de Darwin. Les 28 et 29 mai 1982, se déroula la première bataille de ce conflit, la bataille de Goose Green, car situé près du lieu de débarquement des soldats britanniques, San Carlos.

## Curiosités historiques
- Le Musée de Goose Green dont la thématique principale est de retracer les événements de la guerre de 1982.